# W Ursae Minoris
Désignations
W Ursae Minoris est une étoile multiple de la constellation de la Petite Ourse, distante d'environ ∼ 1 350 a.l. (∼ 414 pc) de la Terre. Vue de la Terre, l'une des étoiles du système passe devant l'autre, et il s'agit donc d'une binaire à éclipses de type Algol, dont la magnitude apparente passe de 8,51 à 9,59 tous les 1,7 jour,. Le spectre combiné du système correspond à celui d'une étoile blanche de la séquence principale de type spectral A2V, mais les masses des deux composantes sont inconnues. Un léger changement dans la période orbitale observé en 1973 suggère qu'il existe une troisième composante dans ce système d'étoiles multiple, probablement une naine rouge. Sa période orbitale serait de 62,2 ± 3,9 années.